# Corneille Embise
Corneille Embise, né à Gouy-lez-Piéton le 15 septembre 1893 et mort à Charleroi le 9 mai 1965, est un mineur, avocat et homme politique belge, de tendance socialiste.

## Biographie
Corneille Embise, né à Gouy-lez-Piéton le 15 septembre 1893, est issu d'un milieu populaire. Il est le fils de Jean-Philippe Embise, garde-cabine excentrique, et de Maria Bertrand. Sa mère était descendue dans la mine et ne savait ni lire ni écrire. Le 13 juin 1937, il épouse Louise Wasterlain à Chapelle-lez-Herlaimont.
Il suit les cours de l'école primaire de Gouy-lez-Piéton. Il travaille ensuite une dizaine d'années comme mineur dans un charbonnage notamment au puits n°5 de Bascoup et au puits de Courcelles-nord dont il est congédié pour une revendication sur la durée de la journée de travail. Il s'inscrit alors au syndicat et y milite.
Voulant acquérir l'instruction dont il a été privé pendant sa jeunesse, il s'inscrit dans une école de comptabilité à Trazegnies peu avant la Première Guerre mondiale. Il étudie ensuite à l'École industrielle de La Louvière. Après la Première Guerre mondiale, la Centrale des mineurs l'envoie à l'École ouvrière supérieure en 1921. Il devient ensuite secrétaire de cette école et de la Centrale d'éducation ouvrière. Désirant s'inscrire à l'université, il apprend le latin et le grec et réussit l'examen au jury central. En 1926, il entame des études universitaires et, en 1931, en sort docteur en droit à l'Université libre de Bruxelles. En octobre 1931, il s'inscrit au barreau de Charleroi et accomplit son stage d'avocat sous la férule de Me Lucien Lebeau,. 
Au niveau politique, il milite au sein du Parti ouvrier belge (POB) à partir de 1919. Il est élu conseiller communal socialiste de Charleroi en 1932 et échevin de 1947 à 1952. Parallèlement, il est élu en 1932 député socialiste du PSB à la Chambre des représentants pour l'arrondissement de Charleroi jusqu'en 1936, de 1944 à 1949 (prenant la succession de Victor Ernest décédé pendant la Seconde Guerre mondiale) et de 1950 à 1954.
Pendant la Seconde Guerre mondiale, il est emprisonné par les Allemands au fort de Huy à la fin de 1942 et, en août 1944, il échappe de peu à la tuerie de Courcelles perpétrée par les Rexistes.
Passionné de musique, il a fondé l'Harmonie socialiste de Gouy-lez-Piéton, lui-même jouant de la clarinette et s'improvisant baryton.

## Distinctions
- Chevalier de l'ordre de Léopold en 1949.
- Officier de l'ordre de Georges Ier en 1951 (Grèce).